# Lista zabytków w Xagħrze
To jest lista zabytków w miejscowości Xagħra na wyspie Gozo, Malta, które są umieszczone na liście National Inventory of the Cultural Property of the Maltese Islands.

## Lista
| Nazwa zabytku                                        | Lokalizacja                                                                        | Współrzędne                                   | Nr na liście NICPMI | Zdjęcie |
| ---------------------------------------------------- | ---------------------------------------------------------------------------------- | --------------------------------------------- | ------------------- | ------- |
| Świątynie Ġgantija                                   | Triq L-Imqades                                                                     | 36°02′50,0″N 14°16′08,2″E/36,047235 14,268949 | 00001               |         |
| Wiatrak Ta’ Kola                                     | Triq Marija Bambina                                                                | 36°02′59,3″N 14°16′00,6″E/36,049818 14,266844 | 00005               |         |
| Kamienny krąg w Xagħrze                              | Triq tal-Qaċċa                                                                     | 36°02′46,9″N 14°15′53,7″E/36,046369 14,264916 | 00026               |         |
| Pozostałości osadnictwa z epoki brązu in-Nuffara     | Daħla tan-Nuffara                                                                  | 36°02′30,4″N 14°16′25,2″E/36,041777 14,273666 | 00030               |         |
| Jaskinia Għejzu                                      | Vjal it-8 ta’Settembru                                                             | 36°02′51,0″N 14°15′57,2″E/36,047489 14,265881 | 00044               |         |
| Statua Ecce Homo                                     | 81 Pjazza il-Vittorja / Triq 28 ta’April 1688                                      | 36°02′59,2″N 14°15′51,1″E/36,049781 14,264182 | 01093               |         |
| Nisza św. Rity                                       | 1 Triq 28 ta’April 1688                                                            | 36°02′58,9″N 14°15′50,6″E/36,049691 14,264053 | 01094               |         |
| Nisza Marija Bambina                                 | 61 Triq il-Knisja                                                                  | 36°02′59,5″N 14°15′48,6″E/36,049851 14,263489 | 01095               |         |
| Nisza Matki Bożej z Lourdes                          | 39 Triq il-Knisja                                                                  | 36°02′57,5″N 14°15′44,2″E/36,049312 14,262287 | 01096               |         |
| Nisza Matki Boskiej Bolesnej                         | "Razzett ta’Marija", 1 Triq Spiera                                                 | 36°02′56,4″N 14°15′39,4″E/36,049011 14,260933 | 01097               |         |
| Nisza św. Antoniego z Padwy                          | "Dar Sant Antnin", 20 Triq il-Knisja                                               | 36°02′56,1″N 14°15′39,0″E/36,048905 14,260841 | 01098               |         |
| Nisza Najświętszego Serca Jezusa                     | 173 Triq Marsalforn                                                                | 36°03′13,2″N 14°16′07,7″E/36,053662 14,268792 | 01099               |         |
| Nisza Wniebowzięcia                                  | 30 Triq Marsalforn                                                                 | 36°03′23,0″N 14°16′06,4″E/36,056387 14,268448 | 01100               |         |
| Nisza św. Rity                                       | 69 Triq Marsalforn                                                                 | 36°03′38,5″N 14°16′00,0″E/36,060695 14,266667 | 01101               |         |
| Nisza św. Pawła                                      | 90 Triq Marsalforn                                                                 | 36°03′50,8″N 14°15′56,8″E/36,064122 14,265765 | 01102               |         |
| Nisza św. Józefa                                     | 18a-19 Triq Jannar                                                                 | 36°03′04,6″N 14°15′52,7″E/36,051276 14,264634 | 01103               |         |
| Nisza św. Antoniego z Padwy                          | "St. Anthony", 45 Triq Jannar                                                      | 36°03′10,4″N 14°15′47,8″E/36,052885 14,263283 | 01104               |         |
| Nisza św. Michała                                    | "Xerri’s Grotto", Triq l-Għar ta’ Xerri                                            | 36°03′04,0″N 14°15′40,8″E/36,051125 14,261328 | 01105               |         |
| Nisza Matki Boskiej Bolesnej                         | 128 Triq ta’ Bullara                                                               | 36°03′03,0″N 14°15′44,6″E/36,050833 14,262397 | 01106               |         |
| Kościół parafialny – bazylika Narodzenia Matki Bożej | Pjazza il-Vittorja                                                                 | 36°03′01,2″N 14°15′54,3″E/36,050333 14,265083 | 01107               |         |
| Nisza Matki Bożej Miłosierdzia                       | Triq il-Knisja (koło cmentarza)                                                    | 36°02′48,5″N 14°15′16,0″E/36,046812 14,254448 | 01108               |         |
| Nisza Matki Bożej z Góry Karmel                      | "Ta’ Pawl", 107 Triq Ġnien Xibla                                                   | 36°03′08,3″N 14°16′17,9″E/36,052314 14,271637 | 01109               |         |
| Nisza Matki Bożej z Lourdes                          | Sydney House, 109 Triq Ġnien Xibla                                                 | 36°03′08,2″N 14°16′17,6″E/36,052281 14,271550 | 01110               |         |
| Statua Matki Bożej Naszej Nadziei                    | Ramla Bay                                                                          | 36°03′41,2″N 14°17′02,9″E/36,061451 14,284129 | 01111               |         |
| Kościół Jezusa z Nazaretu                            | Triq Ġnien Xibla                                                                   | 36°03′03,5″N 14°16′28,4″E/36,050971 14,274550 | 01112               |         |
| Nisza św. Augustyna                                  | "Maria Gaudorium House", 38 Triq Gajdoru (naprzeciw Triq il-Patrijiet Agostinjani) | 36°03′19,7″N 14°16′30,1″E/36,055471 14,275024 | 01113               |         |
| Nisza św. Józefa                                     | 163 Triq 28 ta’April 1688                                                          | 36°02′57,7″N 14°15′48,9″E/36,049356 14,263577 | 01114               |         |
| Nisza Najświętszego Serca Jezusa                     | 38 Triq 28 ta’April 1688                                                           | 36°02′51,9″N 14°15′47,0″E/36,047762 14,263064 | 01115               |         |
| Pusta nisza                                          | 113 Pjazza Sant’Anton                                                              | 36°02′47,0″N 14°15′44,2″E/36,046397 14,262270 | 01116               |         |
| Kościół św. Antoniego Opata                          | Triq Sant’Anton                                                                    | 36°02′44,7″N 14°15′43,0″E/36,045760 14,261943 | 01117               |         |
| Statua Najświętszego Serca Jezusa                    | 1 Triq Sruġ                                                                        | 36°02′52,3″N 14°15′20,2″E/36,047848 14,255623 | 01118               |         |
| Nisza św. Józefa                                     | 1 Triq Għonqa                                                                      | 36°03′09,1″N 14°16′18,9″E/36,052530 14,271924 | 01119               |         |
| Nisza Najświętszego Serca Jezusa                     | 54 Triq Għajn Qamar                                                                | 36°03′20,3″N 14°16′19,1″E/36,055629 14,271968 | 01120               |         |
| Płaskorzeźba Święta Rodzina                          | 63 Triq it-Tigrija                                                                 | 36°03′12,7″N 14°16′11,1″E/36,053541 14,269751 | 01121               |         |
| Nisza Matki Bożej z Góry Karmel                      | 16/17 Triq Mannar                                                                  | 36°02′58,7″N 14°16′27,8″E/36,049633 14,274399 | 01122               |         |
| Nisza św. Józefa                                     | 72 Triq San Ġorġ                                                                   |                                               | 01123               |         |
| Nisza Matki Bożej z Lourdes                          | Triq tal-Qaċċa (naprzeciw nr. 33)                                                  | 36°02′44,4″N 14°15′53,6″E/36,045653 14,264890 | 01124               |         |
| Pozostałości Ramla Entrenchment                      | Ramla Bay                                                                          | 36°03′44,1″N 14°17′02,1″E/36,062259 14,283920 | 1703                |         |